# Hymn Litwy
Tautiška giesmė (z lit. „Pieśń narodowa”) – hymn państwowy Litwy.
Autorem tekstu i muzyki jest Vincas Kudirka. Pieśń Tautiška giesmė została wydana drukiem w 1898 roku w gazecie Varpas. Publicznie po raz pierwszy odtworzono ją w Petersburgu 13 listopada 1899, pieśń wykonał lokalny chór pod batutą Czesława Sosnowskiego. W Wilnie utwór Kudirki zagrano 3 grudnia 1905 – w przeddzień zebrania się „Wielkiego Sejmu”.
Jednym z gorących zwolenników podwyższenia Tautiška giesmė do roli hymnu narodowego był przyszły prezydent Litwy Kazys Grinius. Ostatecznie Tautiška.. została zatwierdzona deklaracją Sejmu z 1919 roku.
Przez pewien czas pieśń Kudirki konkurowała z innym popularnym w tym kraju utworem napisanym przez poetę Maironisa: Lietuva brangi, mano tėvyne („Litwa mój ukochany kraj”).
Zakazana w okresie okupacji radzieckiej, Tautiška giesmė ponownie została przywrócona w 1988 roku.
W 1998 uroczyście obchodzono stulecie powstania hymnu. Z tej okazji wydano w kraju wiele uroczystych publikacji, znaczków pocztowych oraz wygłoszono mnóstwo sympozjów na temat roli pieśni Kudirki w „podtrzymywaniu ducha narodu w ciężkich dla Litwinów chwilach”.
| Tautiška giesmė Lietuva, tėvyne mūsų, Tu didvyrių žeme, Iš praeities Tavo sūnūs Te stiprybę semia. Tegul Tavo vaikai eina Vien takais dorybės, Tegul dirba Tavo naudai Ir žmonių gėrybei. Tegul saulė Lietuvoj Tamsumas prašalina, Ir šviesa ir tiesa Mūs žingsnius telydi. Tegul meilė Lietuvos Dega mūsų širdyse, Vardan tos Lietuvos Vienybė težydi! | Pieśń narodowa Litwo, ojczyzno nasza, ty jesteś ziemią bohaterów. Z przeszłości twoi synowie niech czerpią siły Niech twoje dzieci idą tylko drogami prawości. Niech pracują dla twojego pożytku i dla dobra ludzi. Niech słońce litewskie rozproszy mroki, a światło i prawda Niech kroki nasze wiodą. Niech miłość Litwy płonie w naszych sercach. W imię Litwy niech kwitnie jedność. |